# Samuel Parkman Tuckerman
Samuel Parkman Tuckerman (* 11. Februar 1819 in Boston/Massachusetts; † 30. Juni 1890 in
Newport/Rhode Island) war ein US-amerikanischer Komponist.
Der Schüler von Karl Traugott Zeuner wirkte seit 1840 als Organist an der St. Paul's Episcopal Church in Boston. Nach einem vierjährigen Englandaufenthalt wurde er 1853 Organist der Trinity Church. Zwischen 1856 und 1864 lebte er erneut in England und in der Schweiz. Er veröffentlichte mehrere Sammlungen von Hymnen und Anthems und komponierte eine große Anzahl kirchenmusikalischer Werke.

## Werke
- The Episcopal Harp, 1844
- The National Lyre, 1848
- Cathedral Chants, 1858
- Trinity Collection of Church Music, 1864